# Cutro
Cutro je italská obec a město v provincii Crotone v oblasti Kalábrie.
K 31. prosinci 2011 zde žilo 10 481 obyvatel.

## Sousední obce
Belcastro (CZ), Crotone, Isola di Capo Rizzuto, Mesoraca, Roccabernarda, San Mauro Marchesato, Scandale

## Osobnosti
- Vincenzo Iaquinta (*1979), fotbalista
- Rino Gaetano (1950–1981), zpěvák